# Quantitat d'ingestió diària recomanada
La quantitat d'ingestió diària recomanada (en anglès: Reference Daily Intake, RDI) és el nivell d'ingestió diari de nutrients que es considera suficient per als requeriments del 97–98% d'individus sans en els Estats Units (lloc on es va desenvolupar aquest sistema però també es fa servir en altres llocs).
El RDI es fa servir per determinar el Valor diari (Daily Value, DV) dels aliments que s'imprimeix en les etiquetes dels aliments dels Estats Units, on està regulat per la Food and Drug Administration (FDA), i també al Canadà i Austràlia.
El RDI està basat en el més antic Recommended Dietary Allowance (RDA) de 1968.

## Taules de referència en etiquetat
Els valors diaris que fa servir la FDA pels següents macronutrients són valors de referència diaris(DRV).
Per a persones de més de 4 anys que mengin 2.000 calories diàries els valors de referència diaris són:
| Total Greix            | 65 g    |
| Àcids grassos saturats | 20 g    |
| Colesterol             | 300 mg  |
| Sodi                   | 2300 mg |
| Potassi                | 4700 mg |
| Total Carbohidrats     | 300 g   |
| Fibra                  | 25 g    |
| Proteïna               | 50 g    |

Per les vitamines i minerals, es donen en la taula la RDIs i les més recents RDAs:
| Nutrient        | RDI     | La més alta RDA de DRI     |
| --------------- | ------- | -------------------------- |
| Vitamina A      | 5000 IU | 3000 IU                    |
| Vitamina C      | 60 mg   | 90 mg                      |
| Calci           | 1000 mg | 1300 mg                    |
| Ferro           | 18 mg   | 18 mg                      |
| Vitamina D      | 400 IU  | 600 IU                     |
| Vitamina E      | 30 IU   | 15 mg (33 IU de sintètica) |
| Vitamina K      | 80 μg   | 120 μg                     |
| Tiamina         | 1.5 mg  | 1.2 mg                     |
| Riboflavina     | 1.7 mg  | 1.3 mg                     |
| Niacina         | 20 mg   | 16 mg                      |
| Vitamina B6     | 2 mg    | 1.7 mg                     |
| Folat           | 400 μg  | 400 μg                     |
| Vitamina B₁₂    | 6 μg    | 2.4 μg                     |
| Biotina         | 300 μg  | 30 μg                      |
| Àcid pantotènic | 10 mg   | 5 mg                       |
| Fòsfor          | 1000 mg | 1250 mg                    |
| Iode            | 150 μg  | 150 μg                     |
| Magnesi         | 400 mg  | 420 mg                     |
| Zinc            | 15 mg   | 11 mg                      |
| Seleni          | 70 μg   | 55 μg                      |
| Coure           | 2 mg    | 900 μg                     |
| Manganès        | 2 mg    | 2.3 mg                     |
| Crom            | 120 μg  | 35 μg                      |
| Molibdè         | 75 μg   | 45 μg                      |
| Clor            | 3400 mg | 2300 mg                    |

## Història
Lae RDA es va desenvolupar durant la Segona Guerra Mundial per part de Lydia J. Roberts, Hazel Stiebeling i Helen S. Mitchell, que formaven part d'un comitè de l'Acadèmia Nacional de Ciències dels Estats Units per investigar com afectava la nutrició a la defensa nacional. A la dècada de 1950 els nutricionistes dels Estats Units van fer noves guies. El 1997, aquestes indicacions es van anomenar Dietary Reference Intake o es van fer servir als Estats Units i també al Canadà.